# Os quadratojugale

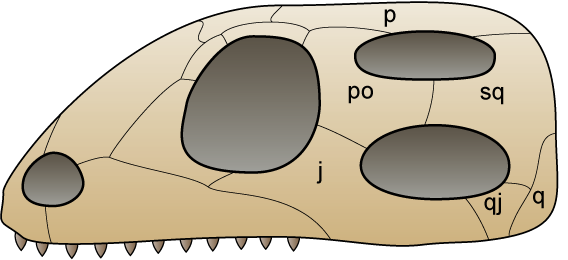
Het os quadratojugale is aangeduid met qj

Het os quadratojugale, verkort quadratojugale, is een klein bot tussen de kaak en het os oticum. Het bot is verbonden met het os jugale en al naargelang de soort ook met andere botten.
Het os quadratojugale komt voor bij de meeste amfibieën, reptielen en vogels, maar niet bij de squamata zoals hagedissen en slangen en niet bij zoogdieren.